# Tarell Basham
Tarell Basham (Rocky Mount, 18 marzo 1994) è un giocatore di football americano statunitense che milita nel ruolo di outside linebacker per i Tennessee Titans della National Football League  (NFL).

## Carriera

### Indianapolis Colts
Basham al college giocò a football all'Università dell'Ohio dal 2013 al 2016. Fu scelto nel corso del terzo giro (80º assoluto) nel Draft NFL 2017 dagli Indianapolis Colts. Debuttò come professionista subentrando nella gara del primo turno contro i Los Angeles Rams senza fare registrare alcuna statistica. Nella settimana 8 mise a segno il suo primo sack contro i Cincinnati Bengals.

### New York Jets
Nel 2019 Basham passò ai New York Jets con cui giocò per due stagioni.

### Dallas Cowboys
Il 22 marzo 2021 Basham firmò un contratto di un anno con i Dallas Cowboys.